# Donald A. Tomalia
Donald Andrew Tomalia (* 5. September 1938 in Owosso bei Flint, Michigan) ist ein US-amerikanischer Chemiker. Er gilt als Entdecker der Dendrimere.
Tomalia studierte an der University of Michigan mit dem Bachelor-Abschluss 1961 und an der Bucknell University mit dem Master-Abschluss 1962. Er wurde 1968 an der Michigan State University in Physikalischer Organischer Chemie promoviert. 1966  ging er zu Dow Chemical, wo er ab Projektleiter war, 1968 Gruppenleiter und 1971 Forschungsmanager. 1976 wurde er Associate Scientist und 1979 bis 1984 war er Senior Associate Scientist bei Dow Chemical und 1984 bis 1990 forschte er in der Functional Polymers and Process Abteilung. 1990 bis 1999 war er Professor und Direktor der Abteilung Nanoscale Chemistry and Archicture am Michigan Molecular Institute. 1998 bis 2000 war er dort Vizepräsident Technologie. 2003 wurde er Direktor des National Center for Dendrimer and Nanotechnology an der Central Michigan University.
1992 bis 2000 war er Gründungspräsident von Dendritech Inc. in Midland, die zur Produktion und Entwicklung von Dendrimeren gegründet wurde und der Dow sämtliche Patente auf diesem Gebiet übertrug.  Ab 2002 war er Präsident und leitender Ingenieur (CTO) von Dentritic Nanotechnologies in Mount Pleasant, ein Joint-Venture mit StarPharma in Melbourne.
Tomalia verfolgte in den 1970er Jahren bei Dow Chemical das Ziel, verzweigte Polymere zu synthetisieren statt der üblichen linearen Anordnungen. Da dies offiziell nicht unterstützt wurde, konnte er daran nur nebenbei arbeiten (Freitag nachmittags, der den Chemikern bei Dow für solche Projekte zugestanden wurde). 1979 gelang ihm mit einem Kollegen ein Durchbruch, als sie in der Polymerproduktion Methanol in die Lösung mischten und Bausteine mit je zwei Verzweigungsstellen herstellen konnten. Daraus entwickelte sich der Forschungszweig der Dendrimere. Das sind Polymere, die um einen hohlen Kern verzweigt wachsen. Der hohle Kern kann als Transportkäfig dienen und fand so ab den 1990er Jahren vielfache Anwendung in der Biomedizin. Tomalia hält über 100 US-Patente (2010), die mit Dendrimeren in Verbindung stehen. Er veröffentlichte über 180 wissenschaftliche Artikel (2010).
Ab 1984 war er Distinguished Lecturer der Japan Society for Polymer Science. 1988 erhielt er den Global Project Prize des MITI in Japan.